# Йом-Кіпур

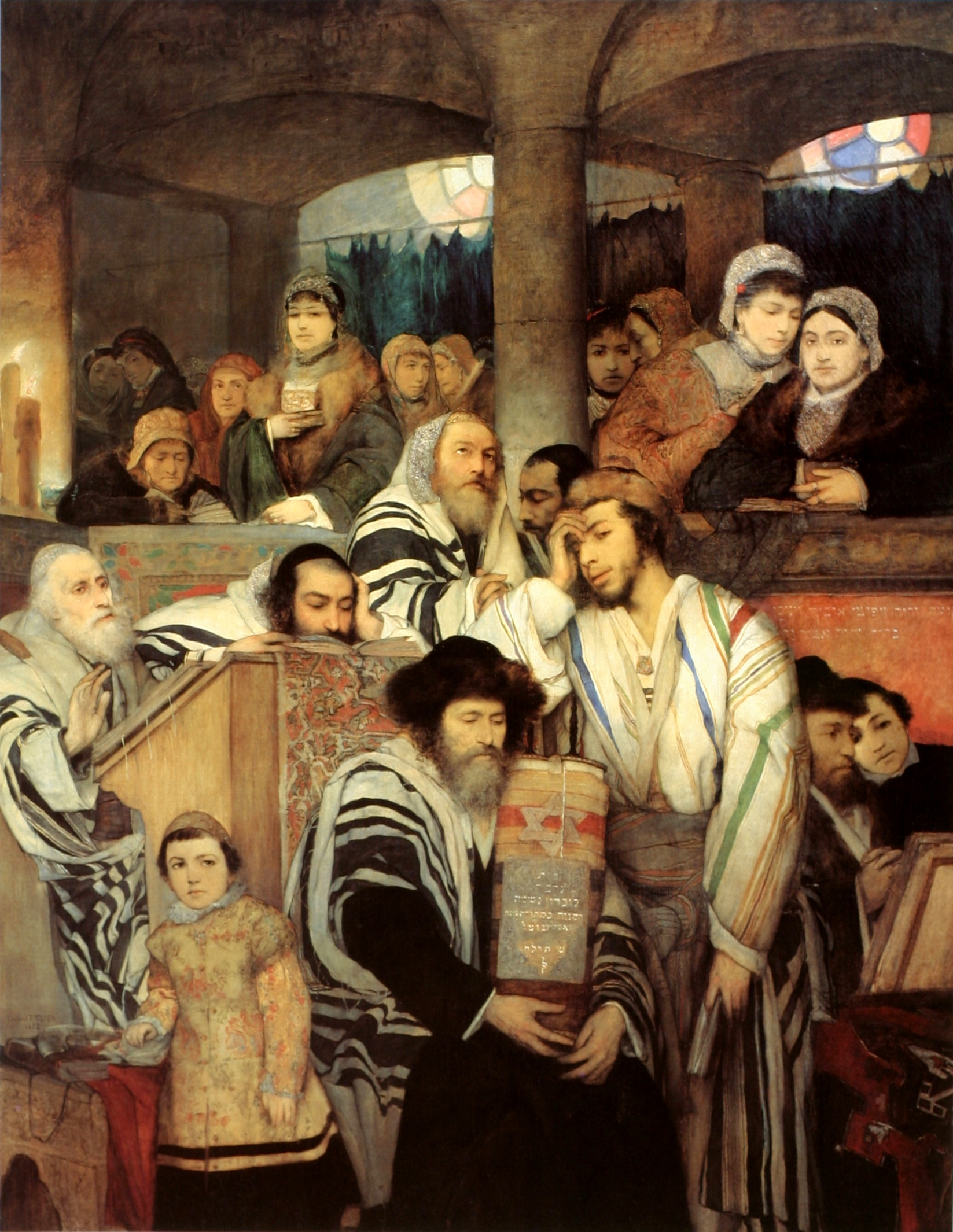
Маурицій Ґотліб. Євреї моляться в синагозі на Йом Кіпур. Відень, 1878.

Йом га-Кіпурім (івр. יום הכיפורים), також відомий як Йом Кіпур (‏יוֹם כִּיפּוּר‏‎), або скорочено Кіпур (‏כיפור‏‎) — День очищення, День всепрощення, День Спокути, Судний День — єврейське осіннє свято. Його святкують на 10 день сьомого місяця, званого Тішрей у єврейському календарі. Цього дня Всевишній остаточно вирішує долю людини на майбутній рік. Цього дня підписується вирок. Традиційне побажання: «Щоб Ваше ім'я було вписано в книгу Життя і скріплено печаткою». Наприкінці Йом Кіпур зачиняються небесні ворота. День Йом Кіпур — піст (не можна їсти і пити, митися, вдягати шкіряне взуття 25 годин поспіль). Закінчується Йом-Кіпур звуком Шофара.

## Основні традиції
Йом Кіпур — одна з основних дат єврейського календаря. Саме Йом Кіпур, згідно з традицією, підводить межу під десятиденним періодом, коли над кожною людиною вершиться вищий суд, оцінюються всі її діяння за минулий рік, визначається доля на рік прийдешній.
Цього дня традиція наказує юдеям забути про фізичні сторони життя. Заборонено також торкатися до шкіряних виробів, користуватися косметикою, вмиватися і вступати у шлюбні відносини.
Піст Йом Кіпур — суворий і важливий. Цього дня Всевишній простив єврейському народу гріх поклоніння боввану у вигляді золотого бика, тож з тих часів цей день став Днем Спокути. Йом Кіпур називають також «суботою субот». Цього дня діють п'ять заборон — на їжу і питво (протягом 25 годин), вмивання, намащування шкіри, носіння шкіряного взуття і подружня близькість. Прийнято вдягати білий одяг, що символізує чистоту. Це також день сповіді й поминання померлих. Наприкінці Йом Кіпур читається молитва Неіла, коли небесні ворота закриваються до наступного року. Сурмлять у шофар, і присутні бажають один одному: «У майбутньому році в Єрусалимі».
В Ізраїлі в Йом Кіпур не працюють установи і підприємства, магазини й ресторани, зупиняється транспорт, місцеві радіо- й телеканали припиняють трансляції.

## Дати у найближчі роки
| Рік за юдейським календарем | Рік за григоріанським літочисленням | Починається ввечері | Закінчується ввечері |
| --------------------------- | ----------------------------------- | ------------------- | -------------------- |
| 5784                        | 2023                                | 24 вересня          | 25 вересня           |
| 5785                        | 2024                                | 12 жовтня           | 13 жовтня            |
| 5786                        | 2025                                | 2 жовтня            | 3 жовтня             |
| 5787                        | 2026                                | 21 вересня          | 22 вересня           |
| 5788                        | 2027                                | 11 жовтня           | 12 жовтня            |
| 5789                        | 2028                                | 30 вересня          | 1 жовтня             |
| 5790                        | 2029                                | 19 вересня          | 20 вересня           |
| 5791                        | 2030                                | 7 жовтня            | 8 жовтня             |
| 5792                        | 2031                                | 27 вересня          | 28 вересня           |
| 5793                        | 2032                                | 15 жовтня           | 16 жовтня            |